# Hammer Horror
Pour un article plus général, voir Discographie et vidéographie de Kate Bush.
Singles de Kate Bush
The Man with the Child in His Eyes
(1978) Wow
(1979)
Hammer Horror est le 3e single de Kate Bush, après Wuthering Heights et The Man with the Child in His Eyes. Sorti le 27 octobre 1978, Hammer Horror est le 1er single à être extrait de son second album Lionheart.
Cette chanson fait référence à la société britannique de production de films d'horreur Hammer Film Productions.